# Наратлы (Рыбно-Слободский район)
Наратлы — деревня в Рыбно-Слободском районе Татарстана. Входит в состав Урахчинского сельского поселения.

## География
Находится в центральной части Татарстана на расстоянии приблизительно 28 км на восток-северо-восток по прямой от районного центра поселка Рыбная Слобода.

## История
Основана в 1952 году как поселок для работников Камского лесхоза Мамадышского района. Официально образована в 2009 году. Жители работают в ОАО «Казанский жировой комбинат» и фермерских хозяйствах.

## Население
Постоянных жителей было: в 2010 году 57.